# AnJ
AnJ — российская группа, играющая в жанре хард-рок.

## История
Группа АнЖ была основана в 2002 году Анатолием Журавлёвым, поклонником музыки в жанре метал, не имеющим специального музыкального образования. Название группы никакого отношения к инициалам основателя не имеет, в США группа пишется как After Nuclear Joyride. В первый состав группы также вошли Юрий Крюков (гитара), Олег Ломовцев (бас), Дмитрий Сачко (ударные). Сам Журавлёв стал вокалистом, гитаристом и автором всего материала.
В 2003 году группа выступила на MTV в программе «Тотальное Шоу» где в начале выступления разбила вдребезги гитары. Тогда же по телеканалам начали транслировать видеоклипы группы. Благодаря финансовой состоятельности Журавлёва, с самого начала группа выпускала дорогие видеоклипы, в общей сложности сняв семь видео за пять лет существования. АнЖ также приняли участие в VII Международном Байк-Шоу, а в 2004 году — в фестивале «Пятница, 13».
7 мая 2004 года АнЖ записали на студии Чёрный Обелиск и выпустили дебютный альбом «Под Пристальным Прицелом». Группа выступала «разогревающим» коллективом во время российского турне U.D.O., а позднее выступала с Rage. Удо Диркшнайдер также записал дуэтом с АнЖ песню «Пугачёв». В 2005 году АнЖ выступили на крупном фестивале Metalmania в Катовице.
В среде российских металлистов к группе сложилось неоднозначное, зачастую ироническое отношение. Из-за её агрессивной пиар-кампании обозреватели окрестили ансамбль жанром «олигарх-металл». Группа также скандально известна использованием стриптизёрш на концертах и в видеоклипах.
С 1 января 2007 года группа стала писать своё название на латинице — ANJ. В 2008 году вышел видеоклип на шуточную песню «Gorbachov» на английском языке. В этом клипе обыгрывается образ Михаила Горбачёва, который в качестве воина-варвара борется с тоталитаризмом в виде Сталина-зомби.
В 2008 г. группу покидает барабанщик Дмитрий Сачко, а в 2009 г. басист Никита Симонов и гитарист Олег Изотов.
Сейчас А. Журавлёв работает с сессионными музыкантами.

## Состав

### Современный состав группы
- Анатолий Журавлёв: вокал, гитара (c 2002)

### Бывшие участники коллектива
- Дмитрий Сачко: барабаны (2002—2008)
- Олег Ломовцев: бас-гитара (2002—2006)
- Юрий Крюков: гитара (2002—2005)
- Никита Симонов: бас-гитара (2006—2009)
- Олег Изотов: гитара (2005—2009)

### Сессионные музыканты
- вокалисты: группа «Алые паруса», группа «Ангелы-АнЖ»
- гитаристы: Сергей Бокарёв
- клавишники: Леонид Гревнов, Илья Лысак, Александр Каменский, Артур Аракелян
- барабанщики: Василий Горшков, Максим Олейник

## Дискография

### Номерные альбомы
- «Под пристальным прицелом» (2004)
- «100 миль по прямой» (2006)
- «Параллельные миры. Часть первая» (2006)
- «Russian Roulette» (2008)

### Прочие альбомы
- «Сто миль по прямой» (2002)
- «Under an Intent Target» (он же «Под пристальным прицелом») (2004)
- «With Honor to Live EP» (2007)
- «With Honor to Live» (англоязычная версия альбома «100 миль по прямой») (2007)

### Видеоклипы
- «Devil’s Vengeance»
- «Параллельные миры»
- «Нежные слова»
- «Дьявольская месть»
- «Ожидание» (2003)
- «Параллельные миры» (2003)
- «Первая ночь» (2003)
- «Уличная война» (2003)
- «В такт» (2005)
- «Прирожденные убийцы» (2005)
- «Ты забыл» (2007)
- «Gorbachev» (2008)
- «О беспощадном времени» (2008)

## Интересные факты
- В 2005 году, в рамках совместного тура, группа исполняла песни «Set on Fire» с Максом (Icewind Blast) и «Become a Hero» с Некрозавром (Рогатые трупоеды).
- В преддверии выхода одного из альбомов, среди слушателей передачи Дмитрия Добрынина «Рок-прицел» на Радио России был объявлен конкурс на лучшее название для альбома. Требовалось не только предложить название (как своё, так и по названию одной из песен), но и пояснить, почему было выбрано именно это. В итоге за альбомом оставили рабочее название 100 миль по прямой.
- На канале Семёрка клип на песню «Прирождённые убийцы» ротировался под названием… «Однажды в России».